# Slovenië op het Junior Eurovisiesongfestival 2014
Slovenië debuteerde op het Junior Eurovisiesongfestival 2014 in Marsa, Malta. RTVSLO is verantwoordelijk voor de Sloveense bijdrage voor de editie van 2014.

## Selectieprocedure
Op 19 augustus 2014, werd bekend dat Slovenië zal debuteren op het Junior Eurovisiesongfestival. Een dag later werd bekend dat Slovenië hun artiest via een interne selectie zal kiezen. Er werd gekozen voor Ula Lozar. Het lied werd Nisi Sam

## In Marsa
Slovenië is twaalfde geworden op het Junior Eurovisie Songfestival.